# 盛田剛平
盛田 剛平（もりた こうへい、1976年7月13日 - ）は、愛知県名古屋市出身の元プロサッカー選手、サッカー指導者、ラーメン店経営者。
フォワード（FW）としてプロ入り後、キャリア中期にディフェンダー（DF）に転向、晩年再びFWにコンバートされた経歴を持つ。

## 来歴
小学校2年次からサッカーを始める。中学時代は愛知県の公立の強豪校である名古屋市立日比野中学校サッカー部に所属、持ち前の高さを活かして主にFWとして活躍。高校は自宅から通えない神奈川県の桐蔭学園に進学した。2年先輩に山田卓也と加賀見健介、1年先輩に森岡隆三、広長優志、三上和良、同級生に米山篤志と一木太郎、1年後輩に戸田和幸、小林慶行、内田潤。李国秀から指導を受けた。高校1年次には恵まれた体格と左利きから左サイドバックをしていたが、高校2年のときにFWにコンバートされる。
高校卒業後、駒澤大学に進学し、2年先輩に山田卓也、1年先輩に三上和良と斉藤雅人、同級生に米山篤志、1年後輩に小林慶行と内田潤、3年後輩に桜井繁と小林久晃。1年次から主力として活躍、1995年および1997年の全日本大学サッカー選手権大会優勝に貢献、大学3年次にはユニバーシアード代表、大学ナンバー1ストライカーとして注目された。大学3年次にあるJリーグチームからオファーを受けるも、教員資格取得のため中退せず、4年間通う。その後、地元の名古屋、浦和、磐田、横浜M、V川崎、清水の6クラブが獲得に動く。
1999年、浦和レッズに鳴り物入りで入団した原博実監督によってレギュラーに抜擢されるもなかなか結果を出せなかった。その後2001年セレッソ大阪、同年8月から川崎フロンターレにそれぞれ期限付き移籍するも、FWとして結果が残せずレギュラーに定着しなかった。2002年から大宮アルディージャに移籍、清雲栄純監督の薦めで左サイドのアタッカーにコンバートされ一時はレギュラーを獲得した。
2004年シーズン途中に、チアゴの怪我により高さのあるFWを必要としていたサンフレッチェ広島に期限付き移籍する。一時はレギュラーとして活躍し、翌2005年に広島に完全移籍する。同年、チームは佐藤寿人とガウボンを獲得、前田俊介の台頭により、出場機会が激減しベンチ外の日々が続いた。
同年末、契約時にDFへのコンバートを志願する。クラブ側も以前からその構想があったこともあり彼の提案を受け入れ契約延長した。これがハマり、望月一頼に監督が代わってから重用され始め、ミハイロ・ペトロヴィッチ監督になってからは当初ベンチメンバーであったが、ダリオ・ダバツの負傷により出場機会を得ると信用を得てレギュラーになる。2008年以降槙野智章や森脇良太の台頭によりレギュラーから外れているが、高さのある貴重なDFとして重宝された。
2010年シーズン開幕直前に右第5中足骨基部骨折、手術するも回復せず同年8月に再手術をし、結果キャリア初となる試合出場ゼロに終わる。2011年、槙野の移籍および水本裕貴の負傷離脱に伴い一時はレギュラーに復帰していた。同年末、広島から構想外およびフロント入りを打診されていたが引退せず現役にこだわった。
2012年、J2・ヴァンフォーレ甲府に完全移籍した。この年は25試合に出場し、津田琢磨とのコンビで24試合連続無敗記録の達成を支えた。
2013年は先発出場の機会が減少し10試合の出場にとどまり、2013年12月4日に一度はチームから同年限りでの契約満了が発表されたが、同月27日に甲府との再契約が発表された。
2014年は純粋なセンターフォワードが少ないチーム事情から、8年ぶりにFWへ再コンバート。3月15日の第3節・新潟戦で自身3年ぶり、FWとしては2004年以来10年ぶりとなる得点を挙げた。以降も1年を通じてFWとしてプレー。29試合に出場し、38歳にしてキャリアハイとなるチーム最多の5得点を挙げた。2015年より、登録ポジションもFWへ変更。2016年11月5日、契約満了に伴い退団した。
2017年1月6日、ザスパクサツ群馬への加入が発表された。2017年で契約満了に伴い退団引退し、浦和レッズハートフルクラブのコーチとなる。

## 人物

### プレースタイル
元々は身体能力の高いセンターフォワードとして名を馳せ、2003年ごろは左サイドアタッカー、2006年以降はセンターバック、更に2014年以降は再びセンターフォワードと、プロ入りしてから何度も大きなコンバートを経験している。
DFとして体格を生かしたハイボールの競り合いには圧倒的な強さを誇り、堅実な守備をこなす。また足元の技術にも長け、長い脚を活かしたボールキープや左足からの正確なロングフィードも得意とし、CBからの緻密なボールの繋ぎを要求されるペトロヴィッチ監督のサッカーにも早期に順応した。試合をリードしている状況で守備固めに入ることから「クローザー」とも称される。
盛田をFWからDFへのコンバートに導いた小野剛曰く、「目の前のテーブルにご馳走があったら、盛田は自分よりもまずみんなに食べないかと薦めるタイプ。そしてそれは性格的にDFに向いている」。ミハイロ・ペトロヴィッチはFW時代の盛田のプレーを知らないこともあり、「FWをやっていたとは信じられない。彼は生まれながらのディフェンダーだ」とコメントしている。

### 趣味
ラーメンが大好物であり、全国を旅行してのラーメン食べ歩きを趣味とする。そのためファンの間では「ラーメン師範」の二つ名で呼ばれており、本人も使用することがある。
趣味が高じて自身で調理することにも興味を持つようになり、2006年にはJリーグキャリアサポートセンターが実施しているインターンシップ体験において、ラーメン店「谷やんラーメン」（東京都台東区）にてインターンシップを行った。過去にインターンシップで飲食店で働いた選手は多くいるが、厨房に入って調理を行ったのは盛田が初めてだった。
過去に自らが考案・調理したラーメンを発売している。広島では2008年と2010年広島ファン感謝デーで「油そば」を出店。甲府では2014年雑誌連載・地元イベントでのラーメン企画で「汁なし担担麺」の出店を行っている。2016年には甲府の選手として広島の主催試合で油そばをプロデュースした。
2017年に所属した群馬ではスポンサーであるおおぎやフーズとのコラボで「おおぎやみそトムヤム味変化(へんげ)」を監修し、ホーム戦5試合の試合開催日限定でスタジアム近隣の前橋下小出店と前橋関根店にて販売された他、12月12日には前橋下小出店の一日店長に就任した。またこのコラボは、盛田も退団時に「おおぎやラーメンコラボ第2弾ができないのが、ほんと悔やまれるところではありますが」とコメントしたが、以降も所属選手から担当を数名抜擢し、販売期間や取扱店舗を拡大しながら行われるようになった。2019年には浦和レッズのファンサービスイベント「Reds Festa」で販売された「Health-fulなちょい汁ジャージャー麺」を監修した。
将来的にはラーメン屋を経営することを考えており、現役引退時のコメントでも「ラーメン師範としては現役続行」「いつかラーメン屋で海外進出するのが、僕のセカンドキャリアでの目標」と語っていた が、2022年にさいたま市内の物件を契約し、2023年3月に「盛田軒（もりたラーメン研究所）」をオープンした。

## 個人成績
| 国内大会個人成績 | 国内大会個人成績 | 国内大会個人成績 | 国内大会個人成績 | 国内大会個人成績 | 国内大会個人成績 | 国内大会個人成績 | 国内大会個人成績 | 国内大会個人成績 | 国内大会個人成績 | 国内大会個人成績 | 国内大会個人成績 |
| 年度             | クラブ           | 背番号           | リーグ           | リーグ戦         | リーグ戦         | リーグ杯         | リーグ杯         | オープン杯       | オープン杯       | 期間通算         | 期間通算         |
| 年度             | クラブ           | 背番号           | リーグ           | 出場             | 得点             | 出場             | 得点             | 出場             | 得点             | 出場             | 得点             |
| 日本             | 日本             | 日本             | 日本             | リーグ戦         | リーグ戦         | リーグ杯         | リーグ杯         | 天皇杯           | 天皇杯           | 期間通算         | 期間通算         |
| ---------------- | ---------------- | ---------------- | ---------------- | ---------------- | ---------------- | ---------------- | ---------------- | ---------------- | ---------------- | ---------------- | ---------------- |
| 1995             | 駒大             |                  | -                | -                | -                | -                | -                | 1                | 1                | 1                | 1                |
| 1996             | 駒大             |                  | -                | -                | -                | -                | -                | 2                | 1                | 2                | 1                |
| 1997             | 駒大             | 12               | -                | -                | -                | -                | -                | 2                | 2                | 2                | 2                |
| 1998             | 駒大             |                  | -                | -                | -                | -                | -                | 2                | 2                | 2                | 2                |
| 1999             | 浦和             | 15               | J1               | 19               | 0                | 0                | 0                | 1                | 0                | 20               | 0                |
| 2000             | 浦和             | 15               | J2               | 4                | 0                | 1                | 0                | 4                | 6                | 9                | 6                |
| 2001             | C大阪            | 18               | J1               | 6                | 0                | 1                | 0                | -                | -                | 7                | 0                |
| 2001             | 川崎             | 9                | J2               | 7                | 1                | 0                | 0                | 6                | 1                | 13               | 2                |
| 2002             | 大宮             | 12               | J2               | 32               | 4                | -                | -                | 3                | 1                | 35               | 5                |
| 2003             | 大宮             | 12               | J2               | 28               | 2                | -                | -                | 3                | 0                | 31               | 2                |
| 2004             | 大宮             | 14               | J2               | 3                | 0                | -                | -                | -                | -                | 3                | 0                |
| 2004             | 広島             | 19               | J1               | 14               | 1                | 2                | 1                | 1                | 0                | 17               | 2                |
| 2005             | 広島             | 19               | J1               | 3                | 0                | 3                | 0                | 1                | 0                | 7                | 0                |
| 2006             | 広島             | 19               | J1               | 19               | 0                | 4                | 2                | 2                | 0                | 25               | 2                |
| 2007             | 広島             | 19               | J1               | 17               | 0                | 7                | 0                | 5                | 0                | 29               | 0                |
| 2008             | 広島             | 19               | J2               | 16               | 1                | -                | -                | 1                | 0                | 17               | 1                |
| 2009             | 広島             | 19               | J1               | 21               | 1                | 6                | 0                | 1                | 1                | 28               | 2                |
| 2010             | 広島             | 19               | J1               | 0                | 0                | 0                | 0                | 0                | 0                | 0                | 0                |
| 2011             | 広島             | 19               | J1               | 15               | 1                | 1                | 0                | 0                | 0                | 16               | 1                |
| 2012             | 甲府             | 19               | J2               | 25               | 0                | -                | -                | 0                | 0                | 25               | 0                |
| 2013             | 甲府             | 19               | J1               | 10               | 0                | 5                | 0                | 0                | 0                | 15               | 0                |
| 2014             | 甲府             | 19               | J1               | 29               | 5                | 4                | 0                | 3                | 0                | 36               | 5                |
| 2015             | 甲府             | 19               | J1               | 16               | 0                | 6                | 1                | 2                | 0                | 24               | 1                |
| 2016             | 甲府             | 19               | J1               | 6                | 0                | 1                | 0                | 0                | 0                | 7                | 0                |
| 2017             | 群馬             | 40               | J2               | 10               | 0                | -                | -                | 1                | 0                | 11               | 0                |
| 通算             | 日本             | 日本             | J1               | 175              | 8                | 40               | 4                | 16               | 1                | 231              | 13               |
| 通算             | 日本             | 日本             | J2               | 125              | 8                | 1                | 0                | 18               | 8                | 144              | 16               |
| 通算             | 日本             | 日本             | 他               | -                | -                | -                | -                | 7                | 6                | 7                | 6                |
| 総通算           | 総通算           | 総通算           | 総通算           | 300              | 16               | 41               | 4                | 41               | 15               | 382              | 35               |

その他の公式戦
- 2007年
  - J1・J2入れ替え戦 2試合0得点

| 国際大会個人成績 | 国際大会個人成績 | 国際大会個人成績 | 国際大会個人成績 | 国際大会個人成績 |
| 年度             | クラブ           | 背番号           | 出場             | 得点             |
| AFC              | AFC              | AFC              | ACL              | ACL              |
| ---------------- | ---------------- | ---------------- | ---------------- | ---------------- |
| 2010             | 広島             | 19               | 0                | 0                |
| 通算             | AFC              | AFC              | 0                | 0                |

## 出場歴・タイトル
クラブチーム
- Jリーグ初出場　1999年3月6日対ガンバ大阪戦 (駒場スタジアム)
- Jリーグ初得点　2001年11月6日対京都パープルサンガ戦 (西京極陸上競技場)

代表歴
- ユニバーシアードシチリア大会（1997年）